# Giuseppe Petrelli
Giuseppe Petrelli (* 14. Februar 1873 in Montegiorgio, Provinz Fermo, Italien; † 29. April 1962) war ein vatikanischer Diplomat und erster Bischof von Lipa.

## Leben
Petrelli empfing am 10. August 1896 die Priesterweihe.
Papst Pius X. ernannte ihn am 12. April 1910 zum Bischof des neuerrichteten Bistums Lipa auf den Philippinen. Die Bischofsweihe spendete ihm am 12. Juni desselben Jahres Ambrogio Agius, Apostolischer Delegat auf den Philippinen. Mitkonsekratoren waren der spätere Kardinal Denis Joseph Dougherty, damals Bischof von Jaro, sowie Juan Bautista Gorordo, Bischof von Cebu. Petrelli belebte die Arbeit der Diözese neu und ernannte unter anderem neue Missionare. 
Am 30. Mai 1915 ernannte ihn Benedikt XV. zum Titularerzbischof von Nisibis und zum Apostolischen Delegaten der Philippinen, nachdem sein Vorgänger Ambrogio Agius bereits 1911 verstorben war. Am 27. Mai 1921 ernannte ihn Benedikt XV. schließlich zum Nuntius in Peru. Diesen Posten behielt er bis zu seinem Rücktritt am 24. Dezember 1926. Danach zog sich Giuseppe Petrelli zurück, ehe er 1962 starb.